# Encyocrypta koghi
Encyocrypta koghi là một loài nhện trong họ Barychelidae. Loài này phân bố ờ Nouvelle-Calédonie.